# 関税及び貿易に関する一般協定
関税及び貿易に関する一般協定（かんぜいおよびぼうえきにかんするいっぱんきょうてい、英語: General Agreement on Tariffs and Trade、フランス語: Accord Général sur les Tarifs Douaniers et le Commerce）は、1947年10月30日にジュネーヴにおいて署名開放された条約、またはこれに基づいて事実上国際組織として活動した締約国団を指す。GATT（ガット）の略称で呼ばれる。

## 概要
1995年に、GATTの規定を事実上吸収したWTO協定が発効する時点で128カ国が締約国（Contracting Party）であったが、正式には発効せず、暫定適用議定書（当初の加盟国について）及び加入議定書（発足の後の加盟国について）に基づいて適用され続けた。
この、1947年に署名開放されたGATTを改正した1994年の関税及び貿易に関する一般協定は、WTO協定と不可分の一部とされているが（WTO協定第2条第2項）、1947年のGATTと、WTO協定や1994年のGATTとは、別個の条約である（WTO協定第2条第4項）。
改正前のGATTのことを「1947年のGATT」、改正後のGATTのことを「1994年のGATT」と言い、区別される。

## 沿革

### 経緯
| GATT締約国数の推移    | GATT締約国数の推移    | GATT締約国数の推移 | GATT締約国数の推移 | GATT締約国数の推移 |
| --------------------- | --------------------- | ------------------ | ------------------ | ------------------ |
| 年代                  |                       |                    | 締約国数           |                    |
| 1948-1949             | 1948-1949             |                    | 19                 | 19                 |
| 1950-1959             | 1950-1959             |                    | 36                 | 36                 |
| 1960-1969             | 1960-1969             |                    | 75                 | 75                 |
| 1970-1979             | 1970-1979             |                    | 84                 | 84                 |
| 1980-1989             | 1980-1989             |                    | 95                 | 95                 |
| 1990-1994             | 1990-1994             |                    | 128                | 128                |
| WTO加盟国(2024年現在) | WTO加盟国(2024年現在) |                    | 164                | 164                |

今日のWTO体制は、アメリカ合衆国が1934年に制定した互恵通商協定法に基づき、諸外国と二国間通商協定を締結していったことに歴史的起源をもつ。アメリカは協定の締結に基づき交渉によって相手国と互いに関税を引き下げ合い、協定の無条件最恵国待遇条項によって通商の自由化を推し進めたのである。
第二次世界大戦後の1948年3月24日、1930年代の世界恐慌やブロック経済が諸国の経済的対立を激化させ、これが第二次世界大戦発生の一因にもなったとの反省から、1944年のブレトン・ウッズ会議で設立された国際通貨基金（IMF）や国際復興開発銀行（IBRD、世界銀行）と並ぶ戦後の国際経済組織の支柱として、国際貿易機関（ITO）を設立するための国際貿易機関憲章（通称ハバナ憲章）が採択され、53カ国が署名した。
本来GATTはハバナ憲章に従属するものとして作成されたものであり、1947年10月30日に、スイスのジュネーヴにて採択された。ハバナ憲章の一部は後にGATTに取り入れられ実施されていくことになった。しかしGATTは、効力発生の要件としてGATTを批准した国家貿易額が、GATT加盟国の貿易額の85パーセントを超えることを正式な発効要件としていたため、この効力発生要件を満たす見込みがなかった。またアメリカの互恵通商協定法が1948年に失効するなどといった事情から、アメリカ合衆国を含む多くの国々がハバナ憲章の批准を見送ったため、GATTだけを先に成立させる必要が生じた。
そのため、特にアメリカ合衆国議会の審議を受けることを避ける目的で「暫定適用議定書」を作成し、GATTを正式には発効させないまま1948年1月1日から「暫定適用議定書」に基づくGATTの暫定適用が始まった。「暫定適用議定書」もまたGATTとは別個の法的拘束力を有する条約であり、GATTは同議定書を通じて実質的に各国に対する拘束力をもつものとなったが、この議定書には「現行の法令に反しない最大限度において」のみGATT第2部の規定が適用される（GATT第1部及び第3部についてはこのような限定はなく全面的に適用される）旨を定めた条項（通称「祖父条項」）が含まれていたほか、このようにして成立したGATT体制においては各国は関税譲許率のみを約束するのみとされ、またGATT第25条第5項には締約国団の承認により義務の免除を行うことができる規定、いわゆるウェーバー条項と呼ばれる条項がおかれた。これらに加えて各国のGATT規定上の義務違反も頻発し、大きな制約を受けることになったGATTの規律は極めて弱いものとならざるを得なかった。
このようにして適用が開始されたGATTは、雇用問題、労働基準、開発、国際投資ルール、国際カルテルや制限的商慣行といった競争法上の幅広い分野について規定していたハバナ憲章から、貿易関連規定だけを抜き出したものとなった。ハバナ憲章の一部を暫定的に適用する形で開始された戦後のGATTは、その後約50年間にわたり世界の多角的貿易体制を支えていくことになる。

### 多角的貿易交渉
GATTは、国内の産業保護の手段として関税のみを認めていたが、GATT締約国はその関税引き下げのためには二国間で交渉するよりも多数国間で交渉するほうが効率的であるとして、多角的貿易交渉を行い関税水準を引き下げてきた。
これは1947年のGATTを一部改正した、1994年のGATTを含むWTO協定が発効した後も継続されている。第1回からディロン・ラウンドまでの計五回にわたる交渉では、関税の引き下げについて交渉が行われたが、ケネディ・ラウンドでは関税引き下げのみではなく、非関税障壁であるアンチダンピング問題についても検討された。東京ラウンドでは、ダンピング防止や政府調達のような非関税障壁の問題に加えて、発展途上国が関心を持っていた熱帯産品に関する交渉が開始された。
1986年から1994年に行われた、ウルグアイ・ラウンドでは世界貿易機関の発足が決定され、本来国際貿易機関発足までの暫定的な体制であった筈のGATTが、実質的に国際組織として活動している異常な状況を解消した。GATT体制下で行われた8回の多角的貿易交渉を通じて、先進諸国の平均関税率はGATT以前の4パーセントにまで低下した。

#### 第1-4回
|                      | 期間      | 参加 国数 | 関税引き下げ 対象品目数 |
| -------------------- | --------- | --------- | ----------------------- |
| 第1回 (ジュネーヴ)   | 1947      | 23        | 45,000                  |
| 第2回 (アヌシー)     | 1949      | 13        | 5,000                   |
| 第3回 (トーキー)     | 1950-1951 | 38        | 8,700                   |
| 第4回 (ジュネーヴ)   | 1956      | 26        | 3,000                   |
| ディロン・ラウンド   | 1960-1961 | 26        | 4,400                   |
| ケネディ・ラウンド   | 1964-1967 | 62        | 30,300                  |
| 東京ラウンド         | 1973-1979 | 102       | 33,000                  |
| ウルグアイ・ラウンド | 1986-1994 | 123       | 305,000                 |
| WTO発足（1995年）    |           |           |                         |
| ドーハラウンド       | 2001-     | 164       | 交渉中                  |

最初の多角的貿易交渉は1947年の4月から10月、1948年の2月から3月、同年8月から9月の3回にわけて、スイスのジュネーヴにて行われた。23カ国が交渉に参加し1947年10月30日にはGATTの署名がなされ、またこのときには国際貿易機関設立に向けた交渉がなされたほか、45,000品目の関税引き下げについて合意に至った。こうして行われた関税引き下げによって100億ドルの貿易に影響を及ぼしたといわれる。1947年11月21日、国際貿易機関を設立するための本格的な交渉がキューバのハバナで開始され、1948年3月には国際貿易機関憲章（ハバナ憲章）の採択に至ったが前記のとおり（#経緯参照）国際貿易機関が設立されることはなかった。そのかわりに1948年1月1日には、後にハバナ憲章の一部として採択される予定であったGATTの適用を暫定的に開始することを定めた「暫定適用議定書」の適用が23カ国の間で開始され、これにより様々な制約つきではあったがGATTの適用が開始されることとなった。
第2回多角的貿易交渉は1949年4月から8月にかけてフランスのアヌシーで行われ、13カ国が参加した（アヌシー・ラウンド）。主な議題は関税の引き下げであり、5,000品目の関税引き下げについて合意されたほか、さらに10カ国の参加が決定した。しかしこの会期中にアメリカがハバナ憲章を批准しないことを宣言し、そのためこのとき国際貿易機関の設立が不可能であることが決定的となった。
第3回多角的貿易交渉は1950年9月から翌年4月までイギリスのトーキーで、38カ国の参加によって行われた（トーキー・ラウンド）。このときには8,700品目が関税引き下げの対象となった。
第4回多角的貿易交渉は第1回と同じジュネーヴで1956年1月から5月にかけて行われ、26カ国が交渉に参加した（ジュネーブ・ラウンド）。3,000品目の関税引き下げが決定された。
既に述べたようにGATTはITOの設立を予定したものであったため組織に関する規定が不足しており、これを解消するため1955年に貿易協力機構を設立してGATTに組織的な基盤を設けようとしたが、やはりこれもアメリカが受諾しなかったために成立することはなかった。GATTに唯一規定されていた組織はGATT全締約国からなる「締約国団」（CONTRACTING PARTIES）のみであり、次第にこの「締約国団」の会合が通常の国際組織で言うところの総会としての役割を事実上果たしていくことになる。1960年6月4日に「締約国団」が理事会の設置を決議し、また本来ITOを設立するための準備的機関であったITO中間委員会の書記局長が、1948年9月のGATTの締約国団とITO中間委員会との取決めにより、事実上の事務局となった。こうして本来ハバナ憲章の一部にしか過ぎなかったGATTは総会、理事会、事務局という国際組織に特徴的な三部構造を備えることになり、GATTは実質的に国際組織としての機能を果たしていくことになる。

#### ディロン・ラウンド
1958年、アメリカ経済担当国務次官ダグラス・ディロンが5度目の多角的貿易交渉の開催を提唱した。これは1958年1月1日に欧州経済共同体（EEC）が発足し、EEC内で10パーセントの関税引き下げと20パーセントの数量制限緩和が行われることが決定され、このときEEC内の一部に当時EEC非加盟国であったイギリスなど欧州経済協力機構（OEEC）にまで貿易自由化を拡大すべきとする考え方があったのに対して、そのような対米貿易格差は許容できず貿易自由化はGATTの枠内で進められるべきと主張しアメリカが反発する立場をとったためである。このような背景から1960年9月1日からスイスのジュネーヴで開催された多角的貿易交渉は、ダグラス・ディロンの名を冠してディロン・ラウンドと呼ばれる。このディロン・ラウンド以降、多角的貿易交渉は交渉の開催を提唱した人や提唱がされた地名にちなんで「XXXXラウンド」と呼ばれるようになる。ディロン・ラウンドでは、特にEEC加盟諸国が個別に定めていた関税率をEEC加盟国で共通域外関税に移行するかどうか、EEC加盟国間で共通農業政策を導入するか、などが主な議題として取り上げられた。

#### ケネディ・ラウンド
1962年10月、アメリカで既存の関税を50パーセント削減するための交渉権限と、アメリカと欧州経済共同体(EEC)が世界全体の80パーセント以上を占める品目の関税を削減または廃止するための交渉権限を、議会から大統領に授権することを定めた1962年通商拡大法が制定された。このときアメリカ大統領であったジョン・F・ケネディにちなみ、1964年5月4日からジュネーヴで開催された多角的貿易交渉はケネディ・ラウンドと呼ばれる。このケネディ・ラウンドでは、二国間交渉の成果を最恵国待遇原則に基づきGATT全加盟国に適用するというそれまでの交渉方式を改め、GATT全加盟国が関税譲許表を示しそれらを一括で検討するという一括交渉方式が採用された。それまでの二国間方式では各国が自国への不利益を避けるために効果を縮小化しようとする傾向があり、これを避けるためこのような交渉方式の変更がなされた。このようにして行われた関税引き下げ交渉では、工業製品に付加される関税を平均で35パーセント以上引き下げることに成功した。これはディロン・ラウンドの約8倍にも相当する成果であった。

#### 東京ラウンド
1973年9月にGATT閣僚会議が東京が行われ、このとき採択された「東京宣言」に従い7回目の多角的貿易交渉決定され、1973年9月から1979年11月までジュネーヴで東京ラウンドが開催された。交渉参加国が増加したことから合意を早めるためにアメリカ、EC、日本、カナダが合意した内容をGATT全締約国がコンセンサスにより承認する方式が慣行的に取り入れられるようになった。東京ラウンドでは、補助金、製品の規格などといった貿易の技術的障害、輸入許可手続きといった関税以外の貿易障壁について規律する協定が締結された。また東京ラウンドでもケネディ・ラウンドと同じように関税引き下げ交渉は一括交渉方式がとられたが、ECが既存の関税率が高い国と低い国に同率の関税引き下げを求めるべきではないと主張したため、以下のように交渉開始前の関税率を国ごとに反映した関税引き下げが行われた。
{\displaystyle z={\frac {ax}{a+x}}}　　　z:引き下げ後の関税率、x:既存税率、a:国別定数(例:ECは16、アメリカ・日本は14)
ケネディ・ラウンドと同様に東京ラウンドでも工業製品の関税引き下げについては大きな成果を上げたが、農産品貿易の自由化交渉については成果を上げることができなかった。

#### ウルグアイ・ラウンド

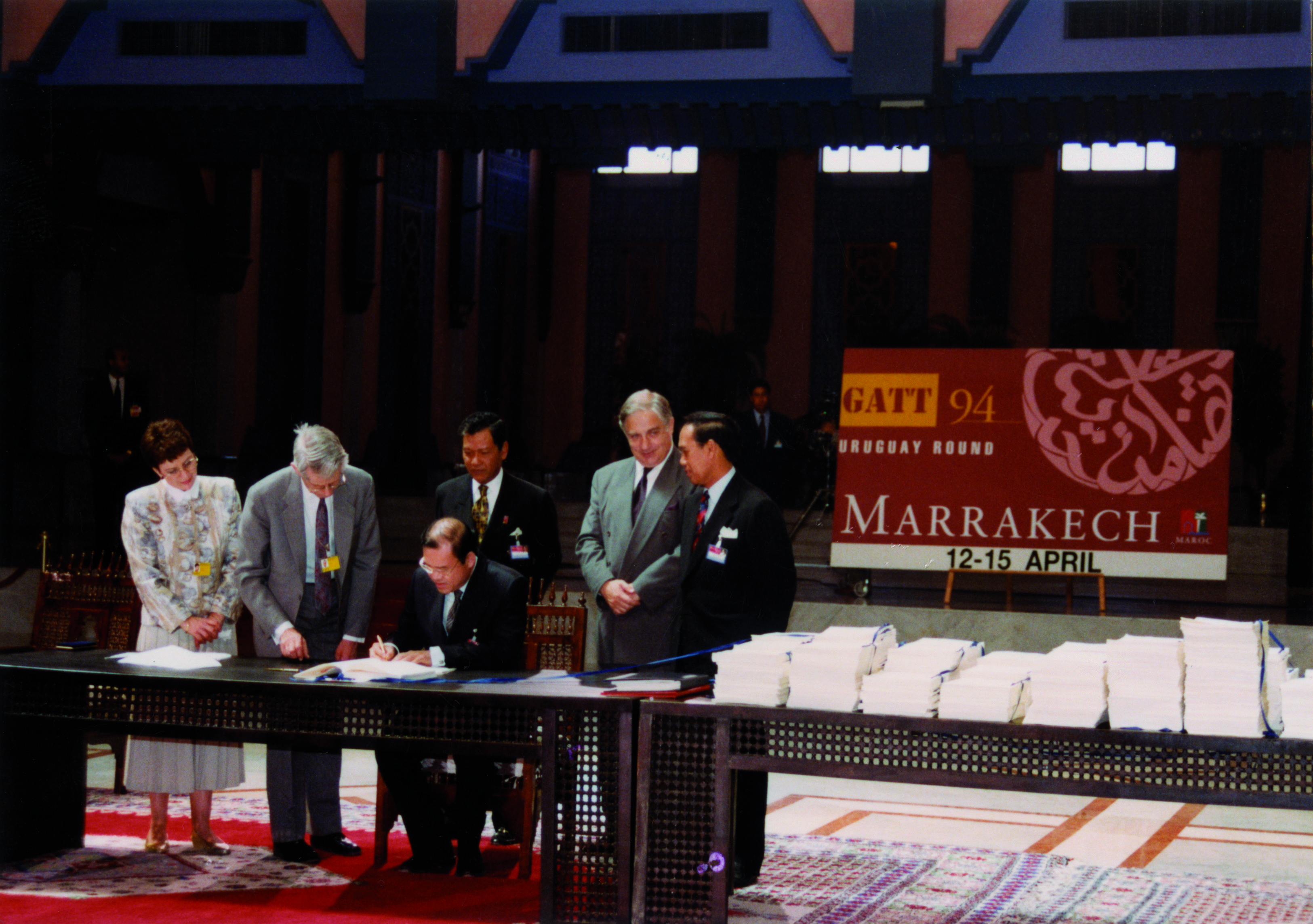
1994年のWTO協定署名の様子。マラケシュにて。

1986年9月15日から20日にかけてウルグアイのプンタ・デル・エステで行われたGATT閣僚会議において、増加するサービスの貿易や知的所有権の国際移転に対応するため次の多角的貿易交渉開催が採択された。
そのため、それまでの7回の多角的貿易交渉では、関税引き下げのための一括交渉が主なテーマであったが、ウルグアイ・ラウンドでは、サービスや知的所有権など、それまでの多角的貿易交渉では議題とならなかった交渉項目が追加され、また非関税障壁についても交渉されるなど、市場開放のあり方についてより広く交渉が行われた。
その結果、ウルグアイラウンドでは広範にわたるテーマが交渉されることになり、交渉妥結までそれまでの多角的貿易交渉よりも遥かに長い8年もの歳月を要することとなった。また、このようにGATT締約国間同士の多角的貿易交渉が積極的に進められていく傍らで、このころ先進工業国間では二国間の貿易摩擦問題が多発していた。
これをきっかけにして、GATT規定の適用を受けない二国間の貿易取り決めが数多く締結されていくこととなり、GATTは次第に形骸化・後退していくことになる。例えばアメリカ合衆国は、1984年に大統領のファスト・トラック権限をGATTの多国間交渉から二国間自由貿易協定交渉まで広げる通商関税法を制定し、これに基づき、アメリカ・イスラエル間の自由貿易協定が締結された。これはアメリカが多角的貿易交渉から離れていく象徴的な出来事であったと言える。
こうした二国間貿易取り決めが広まっていったことに加えて、1980年代には第二次オイルショックの影響から、世界景気の後退により先進諸国が農業補助金や輸出自主規制等といった形で保護主義的政策を強めていったことや、GATTが規律対象としていたモノ（財）貿易には該当しないサービスや直接投資の国際経済活動の活発化といった状況にさらされ、それまで国際貿易システムを支えてきたGATTシステムの維持が次第に困難なものとなっていったのである。
こうした流れは、暫定的なGATT体制を解消して新たな国際組織を設立することにつながっていく。またこれは、他国の貿易政策を「不正的貿易慣行」と一方的に認定し、他国に貿易制裁を科すアメリカ合衆国の1974年通商法第301条の濫用を防ぎたいとする各国の思惑とも一致するものであった。
全ての交渉テーマについて、ようやく合意がまとまったのは1993年12月であり、その後1994年4月15日にモロッコのマラケシュにてウルグアイ・ラウンド最終合意文書の調印式が行われた。GATTは一部改正され1994年のGATTとしてWTO協定の附属書1Aに組み込まれた。
WTO協定には祖父条項もなく、結局正式には発効することがなかった1947年のGATTと違い正規の条約で、各国の法的関係もより明確なものとなった。そしてウルグアイ・ラウンドの終結とともに、もともと国際貿易機関が設立されるまでの暫定的な組織であったGATTを引き継ぐ国際組織として、世界貿易機関が設立されたのである。

#### WTOの発足と1947年のGATTの終焉
ウルグアイラウンドの結果、WTOが1995年1月1日に発足し、GATTはWTOへ移行することになった。しかしWTOの発足時点でWTO協定を受諾した国は76カ国及びＥＵにとどまり、1947年のGATTの加盟国の128の約6割にとどまっていた。
1947年のGATTはそのままの内容でWTO協定の一部となったが、法的には1947年のGATTは、1994年のGATTとは別個のものであるため、WTOに加盟をしていない1947年のGATTの締約国との関係を維持するために、WTOに加盟した国も1947年のGATTに暫時留まる必要があった。
しかしまたWTO発足後、旧体制である1947年のGATTがいつまでも存在することは好ましくないとの認識は各国の共有するところであった。そのため1994年12月8日の1947年のGATTの締約国団・WTO準備委員会は、1947年のGATTをWTO発足後1年、すなわち1996年1月１日に終了させる決定をした。この決定は、予期せざる自体が発生した場合、終了の日を1年以内の期間で延長することができる規定を含んでいたが、1995年12月12日の1947年のGATTの締約国団による第51回GATT総会は延長を行わず、1994年の決定どおり1996年1月1日に終了させることとした。こうして1947年のGATTは、WTO発足後1年で法的に消滅した。
また東京ラウンド諸協定についても、WTO協定附属書１Aに新たに含まれたものと東京ラウンド当時のものが並存していたが、これらの協定についても各協定の委員会で1996年1月1日に終了することが決定された。
東京ラウンド諸協定のうち、WYO附属書４となる、民間航空機貿易に関する協定及び 政府調達に関する協定については、別途の扱いとなった。民間航空機貿易に関する協定は、改正交渉が妥結しなかったため、東京ラウンドで作成された協定がそのままWTO協定附属書４に添付された扱いになった。政府調達に関する協定については、新協定が1996年1月1日に発効することにより東京ラウンドにおける協定の適用が終了した。
WTOと1947年のGATT及び東京ラウンド諸協定が並存する場合の法的問題（例えば、農業の関税化に伴う関税の引き上げをWTOにまだ加盟していない1947年のGATTの加盟国に適用可能か）については、1994年12月8日の1947年のGATTの締約国団・WTO準備委員会の決定（さらに東京ラウンド諸協定についてはその後の各協定の委員会の決定）で、
1. WTOの加盟国は、1947年のGATTに合致していない措置であってもWTO協定上の措置を採用できる。
2. WTO協定の加盟国は、1947年のGATTにのみ留まる国に対してウルグアイラウンドの成果を適用しないことができる。
3. WTO協定加盟国にたいする紛争案件については1947年のGATTの規定を適用せず、WTOに一本化する。

として法的問題を解決した。

## GATTの機関
1947年のGATTは、前述のように明白な規定のないまま実態的に存在していた。主な機関は次のようである。

### 総会
WTOもそうであるが組織規定のある場合、全締約国の代表からなる総会が置かれるが、1947年のGATTの場合、共同行動する締約国である締約国団のみが法的存在でありその会合が通常の機関の総会となる。第1回の総会は、第25条2の規定に基づき1948年2月28日から3月23日までハバナで開催され、以後定期総会（基本的に年1回）と特別総会が開催され、またこれとは別に閣僚レベルの会合も開催された。

### 理事会
設立の当初は、GATTは総会を中心に運営されていたが、ITOの発足が望めないことが明白になり増加する諸問題に対処するため、1962年10月の第6回総会において”ad hoc Committee for Agenda and International Business"が設置された。これは1953年3月の第9回総会で17名からなる会期間委員会（Intercessional Committee）に改組されたが依然として総会が最終決定するため運営の遅延が解消されなかった。そのため1960年6月4日の第16回総会において理事会設置の決定がされ会期間委員会は廃止された。理事会は、他の国際機関によくあるような、加盟国から選出（あるいは特定国が予め指定）されて理事会のメンバーになるのではなく、「メンバーとしての責務を受諾する意思を有するすべての締約国の代表で構成」（設置決定第1項）となっており、1995年1月1日の段階でGATT締約国128のうち97カ国が理事会に参加していた。

### 事務局
事務局をもたなかった1947年のGATTの締約国団は、その第2回締約国会議（1948年9月）において、GATTの締約国団とITOの中間委員会（ICITO）と取決めを結び、ITOICの書記局長はGATT締約団に必要なサービスを提供（ICITOの執行委員会は書記局長に全権を付与）するとされ、GATTの事務局長はITOICの書記局長が勤めることになった。そのため、GATTの事務局長の選任の直前に、ITCの執行委員会が開催され、ICITOの書記局長としての選出を行っていた。ただし、実質的な選任については、GATT側で行われる。1995年は、WTOと1947年のGATTが並存したため、1995年4月にWTO事務局長に選任されたレナート・ルジェロ（Renato Ruggiero）は、1947年のGATTの締約国団の事務局長を兼ねることになり、そのため1995年4月11日のITCの執行委員会でICITO書記局長としての選出されているすでに1995年3月24日の第7回特別総会で選出されているものの形式的には、ITCの執行委員会による選出が必要であった。なお、1965年3月までは書記局長 (Executive Secretary)であったが、1965年3月23日の第22回締約国会議決定により事務局長（Director-General）に改称された。ただしITOICの書記局長という立場は変更されないので、GATTの締約団の事務局長でありITOICの書記局長ということになる。
歴代GATT事務局長
- エリック・ウィンダム・ホワイト（Eric Wyndham White）（英国） 1948年–1968年
- オリビエ・ロング（Olivier Long）（スイス） 1968年–1980年
- アーサー・ダンケル（Arthur Dunkel）（スイス） 1980年–1993年
- ピーター・サザーランド（Peter Sutherland（アイルランド） 1993年–1995年
- レナート・ルジェロ（Renato Ruggiero）（イタリア） 1995年[注釈 13]

## 基本的原則
GATTの設立目的は自由貿易の促進である。これはデヴィッド・リカードが提唱した比較優位の理論に基づくものである。つまりリカードの理論によれば、各国が他国と比較して生産効率の良い（これを比較優位という）分野での生産に特化し互いに自由貿易を行うことで、そのような貿易を行った国々がより大きな利益を得ることができるというものである。本節ではこうした考え方に基づくGATT規定の基本的原則について述べる。

### 無差別
「無差別」はGATTの基本的原則とされ、これには最恵国待遇という側面と、内国民待遇という側面とがある。これらはWTOの中核的なルールとしても引き継がれている。
最恵国待遇は、貿易の相手国とその他の国とを差別せずに貿易相手国に対しそれ以外の国々に与える待遇の中で最も有利な待遇を与えるというもので、多国間条約の中でGATTは初めてこの最恵国待遇の原則を定めた（第1条第1項）。他国に最恵国待遇を与えるための条件として、その相手国に対し自国の産品に対し特定の有利な待遇を保証することを要求してはならない。1947年のGATTのとりまとめ交渉の中で、この最恵国待遇を盛り込むにあたってアメリカとイギリスの間で対立があった。1941年以降国務長官コーデル・ハルのもとで国務省を中心に貿易自由化を志し国際的貿易体制の検討を続けてきたアメリカに対し、1932年以来イギリス帝国内の植民地で適用されてきた排他的帝国特恵関税制度の存続を求めたイギリスが反発したのである。最終的に帝国特恵関税制度のような地域的特恵制度が最恵国待遇原則の例外として認められることとなり、また帝国特恵関税制度以外に一定の条件下で地域経済統合のような地域的特恵制度を新たに締結することもこの最恵国待遇に対する例外として認められた（第24条）。
内国民待遇とは他国や他国産品を自国や自国産品と差別することなく待遇することをいい、GATTでは輸入品に対する税金や国内法令について規定した（第3条）。輸入品が輸入国の国内で輸入品と同種の国産品目より不利に扱われれば貿易自由化の妨げになるとされたのである。
最恵国待遇は特定の国の輸入品がそれ以外の国からの同種の輸入品と差別されないことを、内国民待遇は輸入品が国内産の同種の産品と差別されないことを定める原則である。最恵国待遇・内国民待遇いずれの原則においても、同種の品目に該当するかどうかは、産品の用途、産品の性質・属性、消費者の選好、関税分類、という4つの基準に照らし判断される。

### 譲許表
国内産業を保護するための手段としては関税以外は認めず、この関税についても多角的貿易交渉により引き下げを目指した（#多角的貿易交渉を参照）。WTOが発足するまでこの多角的貿易交渉は8度開催され、そのたびに関税引き下げを実現してきた。これらの貿易交渉や加入時の交渉の結果の引下げ結果を具体的に定めるものが譲許表（Schedules of Concessions）である。各締約国は、他の締約国の通商に対し、この協定に附属する該当の譲許表の該当の部に定める待遇より不利でない待遇を許与するものとする（第2条第1項）と規定され、譲許表に定める率を越える関税を課すことはできない（第2条第2項）。譲許表は締約国毎に作成され、それぞれSchedules XXXVIIIのように番号（ローマ数字）を付すことになっている。譲許表は原締約国であるオーストラリアのSchedules Iから最新のWTO加盟を承認された東チモールのSchedules CVXXVIII（第178表）まで作成されている。なお、現在のWTO加盟国の数（164）より譲許表の数が多いのは、1947GATTを脱退した締約国の番号が欠番となること、一旦加盟交渉が終了し譲許表を作成したが、期限内に加盟議定書を受諾せず締約国にならなかった場合があること、EUが拡大の都度新しい表としている等の事情による。
譲許表はつぎのような構成となっている。
第１部：最恵国関税率表。
第1A節 - 農産品関税
第1B節 - 農産品の関税割当
第2節 - その他の製品
第2部：特恵関税率表（GATT第1条に記載されている貿易協定に関連する関税）
第3部：非関税措置譲許表
第4部：農産品に対する国内及び輸出補助金に関する約束
第5部：輸出税
第2部の特恵関税率表は、GATT第1条2により最恵国待遇の例外となる特恵関税についてのものであり、オーストラリア、カナダ、セイロン、キューバ、インド、ニュージーランド、南アフリカ、英国及び米国が第2部の特恵関税率表を有していたが、現在修正撤回等により実効はない。第5部は、最近の加盟国であるロシア、ウクライナ等にある。

#### 譲許表をもたなかった締約国
GATTの締約国の加入交渉において関税交渉を行い譲許表を作成しなければいけないという直接の規定はなく、GATT第33条に基づく加入議定書に定める条件によるものである。しかし実際の加入条件のほとんどは譲許表の作成を前提にしており、加入条件に関税による譲許表の設定は不文律となっていた。しかしGATT第26条5(c)により、GATTの締約国から独立し、旧宗主国の宣言によりGATTの締約国になった場合、独立時点の宗主国の地位を継承することになっている。この場合、旧宗主国が属領のために譲許表を作成していないとその国は譲許表なしの状態となる。これらの国はその後のラウンドなどで譲許表を作成する場合もあるが、WTO発足の1995年1月1日の段階で19447年のGATTの締約国のうち41国は、譲許表を有していなかった。WTO協定第11条は、1947年のGATTの締約国にWTOの原加盟国になる資格を認めたが1994年のGATT及びGATSに譲許表を添付することを条件とした。そのためこれらの41カ国もそれぞれのWTO加盟の時点から譲許表を有することとなった。

#### GATT・WTOの各締約国の加入の日、譲許表
| 国名（英語）                     | 国名                                 | WTO加盟            | GATT加盟       | GATT加盟方式           | 譲許表番号 | 注                      |
| -------------------------------- | ------------------------------------ | ------------------ | -------------- | ---------------------- | ---------- | ----------------------- |
| Australia                        | オーストラリア                       | 1995年1月1日       | 1948年1月1日   | 暫定適用議定書         | 1          |                         |
| Belgium                          | ベルギー                             | 1995年1月1日       | 1948年1月1日   | 暫定適用議定書         | 2          | [ 注釈 19 ] [ 注釈 20 ] |
| Luxembourg                       | ルクセンブルク                       | 1995年1月1日       | 1948年1月1日   | 暫定適用議定書         | 2          | [ 注釈 19 ] [ 注釈 20 ] |
| Netherlands                      | オランダ                             | 1995年1月1日       | 1948年1月1日   | 暫定適用議定書         | 2          | [ 注釈 19 ] [ 注釈 20 ] |
| Brazil                           | ブラジル                             | 1995年1月1日       | 1948年7月30日  | 暫定適用議定書         | 3          |                         |
| Myanmar                          | ミャンマー                           | 1995年1月1日       | 1948年7月29日  | 暫定適用議定書         | 4          | [ 注釈 21 ]             |
| Canada                           | カナダ                               | 1995年1月1日       | 1948年1月1日   | 暫定適用議定書         | 5          |                         |
| Sri Lanka                        | スリランカ                           | 1995年1月1日       | 1948年7月29日  | 暫定適用議定書         | 6          | [ 注釈 22 ]             |
| Chile                            | チリ                                 | 1995年1月1日       | 1949年3月16日  | 33条（ただし原加盟国） | 7          |                         |
| Republic of China                | 中華民国                             |                    | 1948年5月21日  | 暫定適用議定書         | 8          | [ 注釈 23 ]             |
| Cuba                             | キューバ                             | 1995年4月20日      | 1948年1月1日   | 暫定適用議定書         | 9          |                         |
| Czechoslovakia                   | チェコスロバキア                     |                    | 1948年4月20日  | 暫定適用議定書         | 10         | [ 注釈 24 ]             |
| France                           | フランス                             | 1995年1月1日       | 1948年1月1日   | 暫定適用議定書         | 11         | [ 注釈 19 ]             |
| India                            | インド                               | 1995年1月1日       | 1948年7月8日   | 暫定適用議定書         | 12         |                         |
| New Zealand                      | ニュージーランド                     | 1995年1月1日       | 1948年7月30日  | 暫定適用議定書         | 13         |                         |
| Norway                           | ノルウェー                           | 1995年1月1日       | 1948年7月10日  | 暫定適用議定書         | 14         |                         |
| Pakistan                         | パキスタン                           | 1995年1月1日       | 1948年7月30日  | 暫定適用議定書         | 15         |                         |
| Southern Rhodesia                | 南ローデシア                         | ジンバブエの項参照 | 1948年7月11日  | 暫定適用議定書         | 16         | [ 注釈 25 ]             |
| Syria                            | シリア                               |                    | 1948年7月30日  | 暫定適用議定書         | 17         | [ 注釈 26 ] [ 注釈 27 ] |
| Lebanon                          | レバノン                             |                    | 1948年7月29日  | 暫定適用議定書         | 17         | [ 注釈 28 ] [ 注釈 27 ] |
| South Africa                     | 南アフリカ                           | 1995年1月1日       | 1948年6月13日  | 暫定適用議定書         | 18         |                         |
| United Kingdom                   | イギリス                             | 1995年1月1日       | 1948年1月1日   | 暫定適用議定書         | 19         | [ 注釈 29 ]             |
| United States of America         | アメリカ合衆国                       | 1995年1月1日       | 1948年1月1日   | 暫定適用議定書         | 20         |                         |
| Indonesia                        | インドネシア                         | 1995年1月1日       | 1950年2月24日  | 26条5(c)               | 21         |                         |
| Denmark                          | デンマーク                           | 1995年1月1日       | 1950年5月28日  | 33条（アヌシー議定書） | 22         | [ 注釈 19 ]             |
| Dominican Republic               | ドミニカ共和国                       | 1995年3月9日       | 1950年5月19日  | 33条（アヌシー議定書） | 23         |                         |
| Finland                          | フィンランド                         | 1995年1月1日       | 1950年5月25日  | 33条（アヌシー議定書） | 24         | [ 注釈 19 ]             |
| Greece                           | ギリシャ                             | 1995年1月1日       | 1950年3月1日   | 33条（アヌシー議定書） | 25         | [ 注釈 19 ]             |
| Haiti                            | ハイチ                               | 1996年1月30日      | 1950年1月1日   | 33条（アヌシー議定書） | 26         |                         |
| Italy                            | イタリア                             | 1995年1月1日       | 1950年5月30日  | 33条（アヌシー議定書） | 27         | [ 注釈 19 ]             |
| Liberia                          | リベリア                             |                    | 1950年5月20日  | 33条（アヌシー議定書） | 28         | [ 注釈 30 ]             |
| Nicaragua                        | ニカラグア                           | 1995年9月3日       | 1950年5月28日  | 33条（アヌシー議定書） | 29         |                         |
| Sweden                           | スウェーデン                         | 1995年1月1日       | 1950年4月30日  | 33条（アヌシー議定書） | 30         | [ 注釈 19 ]             |
| Uruguay                          | ウルグアイ                           | 1995年1月1日       | 1953年12月6日  | 33条（アヌシー議定書） | 31         |                         |
| Austria                          | オーストリア                         | 1995年1月1日       | 1951年10月19日 | 33条（トーキー議定書） | 32         | [ 注釈 19 ]             |
| Germany                          | ドイツ                               | 1995年1月1日       | 1951年10月1日  | 33条（トーキー議定書） | 33         | [ 注釈 19 ]             |
| Republic of Korea                | 大韓民国                             |                    | 加入せず       | 33条（トーキー議定書） | 34         | [ 86 ]                  |
| Peru                             | ペルー                               | 1995年1月1日       | 1951年10月7日  | 33条（トーキー議定書） | 35         |                         |
| Philippines                      | フィリピン                           |                    | 加入せず       | 33条（トーキー議定書） | 36         | [ 89 ]                  |
| Turkey                           | トルコ                               | 1995年3月26日      | 1951年10月17日 | 33条（トーキー議定書） | 37         |                         |
| Japan                            | 日本                                 | 1995年1月1日       | 1955年9月10日  | 33条                   | 38         |                         |
| Malaysia                         | マレーシア                           | 1995年1月1日       | 1957年10月24日 | 26条5(c)               | 39         |                         |
| European Economic Community      | ヨーロッパ経済共同体                 |                    |                |                        | 40         | EEC-6                   |
| Cambodia                         | カンボジア                           |                    | 加入せず       | 33条                   | 41         | [ 注釈 35 ]             |
| Israel                           | イスラエル                           | 1995年4月21日      | 1962年7月5日   | 33条                   | 42         |                         |
| Nigeria                          | ナイジェリア                         | 1995年1月1日       | 1960年11月18日 | 26条5(c)               | 43         |                         |
| Portugal                         | ポルトガル                           | 1995年1月1日       | 1962年5月6日   | 33条                   | 44         | [ 注釈 19 ]             |
| Spain                            | スペイン                             | 1995年1月1日       | 1963年8月29日  | 33条                   | 45         | [ 注釈 19 ]             |
| Burkina Faso                     | ブルキナファソ                       | 1995年6月3日       | 1963年5月3日   | 26条5(c)               | 46         |                         |
| Gabon                            | ガボン                               | 1995年1月1日       | 1963年5月3日   | 26条5(c)               | 47         |                         |
| Benin                            | ベニン                               | 1996年2月22日      | 1963年9月12日  | 26条5(c)               | 48         |                         |
| Senegal                          | セネガル                             | 1995年1月1日       | 1963年9月27日  | 26条5(c)               | 49         |                         |
| Mauritania                       | モーリタニア                         | 1995年5月31日      | 1963年9月30日  | 26条5(c)               | 50         |                         |
| Madagascar                       | マダガスカル                         | 1995年11月17日     | 1963年9月30日  | 26条5(c)               | 51         |                         |
| Cote d'Ivoire                    | コートジボワール                     | 1995年1月1日       | 1963年12月31日 | 26条5(c)               | 52         |                         |
| Niger                            | ニジェール                           | 1996年12月13日     | 1963年12月31日 | 26条5(c)               | 53         |                         |
| Zimbabwe                         | ジンバブエ                           | 1995年3月5日       | 1948年7月11日  | 暫定適用議定書         | 54         | [ 注釈 36 ]             |
| Burundi                          | ブルンジ                             | 1995年7月23日      | 1965年3月13日  | 26条5(c)               | 55         |                         |
| Rwanda                           | ルワンダ                             | 1996年5月22日      | 1966年1月1日   | 26条5(c)               | 56         |                         |
| Yugoslavia                       | ユーゴスラビア                       |                    | 1966年8月25日  | 33条                   | 57         | [ 注釈 37 ]             |
| Malawi                           | マラウイ                             | 1995年5月31日      | 1964年8月28日  | 26条5(c)               | 58         |                         |
| Liechtenstein                    | リヒテンシュタイン                   | 1995年9月1日       | 1994年3月29日  | 26条5(c)               | 59         | [ 注釈 38 ]             |
| Switzerland                      | スイス                               | 1995年7月1日       | 1966年8月1日   | 33条                   | 59         | [ 注釈 38 ]             |
| Republic of Korea                | 大韓民国                             | 1995年1月1日       | 1967年4月14日  | 33条                   | 60         |                         |
| Ireland                          | アイルランド                         | 1995年1月1日       | 1967年12月22日 | 33条                   | 61         | [ 注釈 19 ]             |
| Iceland                          | アイスランド                         | 1995年1月1日       | 1968年4月21日  | 33条                   | 62         |                         |
| Egypt                            | エジプト                             | 1995年6月30日      | 1970年5月9日   | 33条                   | 63         |                         |
| Argentina                        | アルゼンチン                         | 1995年1月1日       | 1967年10月11日 | 33条                   | 64         |                         |
| Poland                           | ポーランド                           | 1995年7月1日       | 1967年10月18日 | 33条                   | 65         | [ 注釈 19 ]             |
| Jamaica                          | ジャマイカ                           | 1995年3月9日       | 1963年12月31日 | 26条5(c)               | 66         |                         |
| Trinidad and Tobago              | トリニダード・トバゴ                 | 1995年3月1日       | 1962年10月23日 | 26条5(c)               | 67         |                         |
| Congo,Democratic Republic of the | コンゴ民主共和国                     | 1997年1月1日       | 1971年8月11日  | 33条                   | 68         |                         |
| Romania                          | ルーマニア                           | 1995年1月1日       | 1971年11月14日 | 33条                   | 69         |                         |
| Bangladesh                       | バングラデシュ                       | 1995年1月1日       | 1972年12月16日 | 33条                   | 70         |                         |
| Hungary                          | ハンガリー                           | 1995年1月1日       | 1973年9月9日   | 33条                   | 71         | [ 注釈 19 ]             |
| European Communities             | ヨーロッパ共同体                     |                    |                |                        | 72         | EEC-9                   |
| Singapore                        | シンガポール                         | 1995年1月1日       | 1973年8月20日  | 26条5(c)               | 73         |                         |
| Suriname                         | スリナム                             | 1995年1月1日       | 1978年3月22日  | 26条5(c)               | 74         |                         |
| Philippines                      | フィリピン                           | 1995年1月1日       | 1979年12月27日 | 33条                   | 75         |                         |
| Colombia                         | コロンビア                           | 1995年4月30日      | 1981年10月3日  | 33条                   | 76         |                         |
| Mexico                           | メキシコ                             | 1995年1月1日       | 1986年8月24日  | 33条                   | 77         |                         |
| Zambia                           | ザンビア                             | 1995年1月1日       | 1982年2月10日  | 26条5(c)               | 78         |                         |
| Thailand                         | タイ                                 | 1995年1月1日       | 1982年11月20日 | 33条                   | 79         |                         |
| European Union                   | 欧州連合                             | 1995年1月1日       |                |                        | 80         | EEC-12                  |
| Morocco                          | モロッコ                             | 1995年1月1日       | 1987年6月17日  | 33条                   | 81         |                         |
| Hong Kong                        | 香港                                 | 1995年1月1日       | 1986年4月23日  | 26条5(c)               | 82         |                         |
| Tunisia                          | チュニジア                           | 1995年3月29日      | 1990年8月29日  |                        | 83         |                         |
| Bolivia                          | ボリビア                             | 1995年9月12日      | 1990年9月8日   | 33条                   | 84         |                         |
| Costa Rica                       | コスタリカ                           | 1995年1月1日       | 1990年11月24日 | 33条                   | 85         |                         |
| Bolivarian Republic of Venezuela | ベネズエラ                           | 1995年1月1日       | 1990年8月31日  | 33条                   | 86         |                         |
| El Salvador                      | エルサルバドル                       | 1995年5月7日       | 1991年5月22日  | 33条                   | 87         |                         |
| Guatemala                        | グアテマラ                           | 1995年7月21日      | 1991年10月10日 | 33条                   | 88         |                         |
| Macao                            | マカオ                               | 1995年1月1日       | 1991年1月11日  | 26条5(c)               | 89         |                         |
| Namibia                          | ナミビア                             | 1995年1月1日       | 1992年9月15日  | 26条5(c)               | 90         |                         |
| Paraguay                         | パラグアイ                           | 1995年1月1日       | 1994年1月6日   | 33条                   | 91         |                         |
| Czech Republic                   | チェコ共和国                         | 1995年1月1日       | 1993年4月15日  | 33条（ただし原加盟国） | 92         | [ 注釈 19 ]             |
| Slovak Republic                  | スロバキア共和国                     | 1995年1月1日       | 1993年4月15日  | 33条（ただし原加盟国） | 93         | [ 注釈 19 ]             |
| Mali                             | マリ                                 | 1995年5月31日      | 1993年1月11日  | 26条5(c)               | 94         |                         |
| Honduras                         | ホンジュラス                         | 1995年1月1日       | 1994年4月10日  | 33条                   | 95         |                         |
| Slovenia                         | スロベニア                           | 1995年7月30日      | 1994年10月30日 | 33条                   | 96         |                         |
| Antigua and Barbuda              | アンティグアバーブーダ               | 1995年1月1日       | 1987年3月30日  | 26条5(c)               | 97         |                         |
| Bahrain                          | バーレーン                           | 1995年1月1日       | 1993年12月13日 | 26条5(c)               | 98         |                         |
| Barbados                         | バルバドス                           | 1995年1月1日       | 1967年2月15日  | 26条5(c)               | 99         |                         |
| Belize                           | ベリーズ                             | 1995年1月1日       | 1983年10月7日  | 26条5(c)               | 100        |                         |
| Botswana                         | ボツワナ                             | 1995年5月31日      | 1987年8月28日  | 26条5(c)               | 101        |                         |
| Brunei Darussalam                | ブルネイ・ダルサラーム国             | 1995年1月1日       | 1993年12月9日  | 26条5(c)               | 102        |                         |
| Cameroon                         | カメルーン                           | 1995年12月13日     | 1963年5月3日   | 26条5(c)               | 103        |                         |
| Central African Republic         | 中央アフリカ共和国                   | 1995年5月31日      | 1963年5月3日   | 26条5(c)               | 104        |                         |
| Chad                             | チャド                               | 1996年10月19日     | 1963年7月12日  | 26条5(c)               | 105        |                         |
| Congo                            | コンゴ                               | 1997年3月27日      | 1963年5月3日   | 26条5(c)               | 106        |                         |
| Cyprus                           | キプロス                             | 1995年7月30日      | 1963年7月15日  | 26条5(c)               | 107        |                         |
| Dominica                         | ドミニカ                             | 1995年1月1日       | 1993年4月20日  | 26条5(c)               | 108        |                         |
| Fiji                             | フィジー                             | 1996年1月14日      | 1993年11月16日 | 26条5(c)               | 109        |                         |
| The Gambia                       | ガンビア                             | 1996年10月23日     | 1965年2月22日  | 26条5(c)               | 110        |                         |
| Ghana                            | ガーナ                               | 1995年1月1日       | 1957年10月17日 | 26条5(c)               | 111        |                         |
| Guyana                           | ガイアナ                             | 1995年1月1日       | 1966年7月5日   | 26条5(c)               | 112        |                         |
| Kenya                            | ケニア                               | 1995年1月1日       | 1964年2月5日   | 26条5(c)               | 113        |                         |
| Kuwait                           | クウェート                           | 1995年1月1日       | 1963年5月3日   | 26条5(c)               | 114        |                         |
| Lesotho                          | レソト                               | 1995年5月31日      | 1988年1月8日   | 26条5(c)               | 115        |                         |
| Maldives                         | モルディブ                           | 1995年5月31日      | 1983年4月19日  | 26条5(c)               | 116        |                         |
| Malta                            | マルタ                               | 1995年1月1日       | 1964年11月17日 | 26条5(c)               | 117        |                         |
| Mauritius                        | モーリシャス                         | 1995年1月1日       | 1970年9月2日   | 26条5(c)               | 118        |                         |
| Mozambique                       | モザンビーク                         | 1995年8月26日      | 1992年7月27日  | 26条5(c)               | 119        |                         |
| Sierra Leone                     | シエラレオネ                         | 1995年7月23日      | 1961年5月19日  | 26条5(c)               | 120        |                         |
| Saint Lucia                      | セントルシア                         | 1995年1月1日       | 1993年4月13日  | 26条5(c)               | 121        |                         |
| Saint Vincent & the Grenadines   | セントビンセント・グレナディーン諸島 | 1995年1月1日       | 1993年5月18日  | 26条5(c)               | 122        |                         |
| Eswatini                         | エスワティニ                         | 1995年1月1日       | 1993年2月8日   | 26条5(c)               | 123        | [ 注釈 41 ]             |
| Tanzania                         | タンザニア                           | 1995年1月1日       | 1961年12月9日  | 26条5(c)               | 124        |                         |
| Togo                             | トーゴ                               | 1995年5月31日      | 1964年3月20日  | 26条5(c)               | 125        |                         |
| Uganda                           | ウガンダ                             | 1995年1月1日       | 1962年10月23日 | 26条5(c)               | 126        |                         |
| Grenada                          | グレナダ                             | 1996年2月22日      | 1994年2月9日   | 26条5(c)               | 127        |                         |
| Saint Kitts and Nevis            | セントクリストファーネイビス         | 1996年2月21日      | 1994年3月24日  | 26条5(c)               | 128        |                         |
| Angola                           | アンゴラ                             | 1996年11月23日     | 1994年4月8日   | 26条5(c)               | 129        |                         |
| Guinea-Bissau                    | ギニアビサウ                         | 1995年5月31日      | 1994年3月17日  | 26条5(c)               | 130        |                         |
| Qatar                            | カタール                             | 1996年1月13日      | 1994年4月7日   | 26条5(c)               | 131        |                         |
| United Arab Emirates             | アラブ首長国連邦                     | 1996年4月10日      | 1994年3月8日   | 26条5(c)               | 132        |                         |
| Ecuador                          | エクアドル                           | 1996年1月21日      |                |                        | 133        |                         |
| Mongolia                         | モンゴル                             | 1997年1月29日      |                |                        | 134        |                         |
| Solomon Islands                  | ソロモン諸島                         | 1996年7月26日      | 1994年12月28日 | 26条5(c)               | 135        |                         |
| Guinea                           | ギニア                               | 1995年10月25日     | 1994年12月8日  | 26条5(c)               | 136        |                         |
| Djibouti                         | ジブチ                               | 1995年5月31日      | 1994年12月16日 | 26条5(c)               | 137        |                         |
| Papua New Guinea                 | パプアニューギニア                   | 1996年6月9日       | 1994年12月16日 | 26条5(c)               | 138        |                         |
| Bulgaria                         | ブルガリア                           | 1996年12月1日      |                |                        | 139        |                         |
| European Union                   | 欧州連合                             | 1995年1月1日       |                |                        | 140        | EC-15                   |
| Panama                           | パナマ                               | 1997年9月6日       |                |                        | 141        |                         |
| Kyrgyz Republic                  | キルギス共和国                       | 1998年12月20日     |                |                        | 142        |                         |
| Latvia                           | ラトビア                             | 1999年2月10日      |                |                        | 143        |                         |
| Estonia                          | エストニア                           | 1999年11月13日     |                |                        | 144        |                         |
| Georgia                          | ジョージア                           | 2000年6月14日      |                |                        | 145        |                         |
| Albania                          | アルバニア                           | 2000年9月8日       |                |                        | 146        |                         |
| Croatia                          | クロアチア                           | 2000年11月30日     |                |                        | 147        |                         |
| Jordan                           | ヨルダン                             | 2000年4月11日      |                |                        | 148        |                         |
| Oman                             | オマーン                             | 2000年11月9日      |                |                        | 149        |                         |
| Lithuania                        | リトアニア                           | 2001年5月31日      |                |                        | 150        |                         |
| Moldova                          | モルドバ                             | 2001年7月26日      |                |                        | 151        |                         |
| China                            | 中国                                 | 2001年12月11日     |                |                        | 152        |                         |
| Chinese Taipe                    | 台湾                                 | 2002年1月11日      |                |                        | 153        | [ 注釈 43 ]             |
| Norｔｈ Macedonia                | 北マケドニア                         | 2003年4月4日       |                |                        | 154        | [ 注釈 44 ]             |
| Armenia                          | アルメニア                           | 2003年2月5日       |                |                        | 155        |                         |
| Cambodia                         | カンボジア                           | 2004年10月13日     |                |                        | 156        |                         |
| Nepal                            | ネパール                             | 2004年4月23日      |                |                        | 157        |                         |
| Saudi Arabia                     | サウジアラビア                       | 2005年12月11日     |                |                        | 158        |                         |
| Tonga                            | トンガ                               | 2007年7月27日      |                |                        | 159        |                         |
| Viet Nam                         | ベトナム                             | 2007年1月11日      |                |                        | 160        |                         |
| Cabo Verde                       | カボヴェルデ                         | 2008年7月23日      |                |                        | 161        |                         |
| Ukraine                          | ウクライナ                           | 2008年5月16日      |                |                        | 162        |                         |
| Vanuatu                          | バヌアツ                             | 2012年8月24日      |                |                        | 163        |                         |
| Samoa                            | サモア                               | 2012年5月10日      |                |                        | 164        |                         |
| Russian Federation               | ロシア連邦                           | 2012年8月22日      |                |                        | 165        |                         |
| Montenegro                       | モンテネグロ                         | 2012年4月29日      |                |                        | 166        |                         |
| Lao Peoplefs Democratic Republic                                 | ラオス人民民主共和国                 | 2013年2月2日       |                |                        | 167        |                         |
| Tajikistan                       | タジキスタン                         | 2013年3月2日       |                |                        | 168        |                         |
| Yemen                            | イエメン                             | 2014年6月26日      |                |                        | 169        |                         |
| Afghanistan                      | アフガニスタン                       | 2016年7月29日      |                |                        | 170        |                         |
| Seychelles                       | セイシェル                           | 2015年4月26日      |                |                        | 171        |                         |
| Kazakhstan                       | カザフスタン                         | 2015年11月30日     |                |                        | 172        |                         |
| European Union                   | 欧州連合                             | 1995年1月1日       |                |                        | 173        | EU-25                   |
| Liberia                          | リベリア                             | 2016年7月14日      |                |                        | 174        |                         |
| European Union                   | 欧州連合                             | 1995年1月1日       |                |                        | 175        | EU-28。作成中           |
| European Union                   | 欧州連合                             | 1995年1月1日       |                |                        | 176        | EU-27。作成予定         |
| the Union of the Comoros         | コモロ                               | 2024年8月21日      |                |                        | 177        |                         |
| Timor-Leste                      | 東チモール                           | 2024年8月30日      |                |                        | 178        |                         |

### 数量制限禁止
数量制限禁止もGATTの基本的原則のひとつである。貿易自由化を妨げるのは関税だけではなく、特定の産品を輸入することを禁じたり制限するといった輸入の数量制限措置が行われると外国産品は国内市場に参入すること自体ができなくなるという点で関税以上に貿易制限効果が高いとされ、そうした数量制限は原則として禁止されることとなった（第11条第1項）。

## セーフガード
セーフガードとは、特定の品目輸入が急増することによって国内産業が打撃を受けることを予防するため、関税賦課や輸入数量制限といった形で行われる措置であり、GATT第19条に規定された。これは特定の国からの輸入が一時的に急増することで国内産業に被害が発生した場合に、セーフガードとして緊急避難的に一時的な輸入制限措置を発動することを認めたものである。しかしセーフガードを発動するために国内産業が被害を受けたことを立証することは容易なことではなく、また無差別原則にのっとった多角的セーフガードの発動はできても、特定の国の輸入に対してだけセーフガードを発動することは認められず。セーフガードとして関税を引き上げる場合には他の品目で同等程度の関税引き下げを行わなければならないなど一定の制約があり、GATTの規定上認められた権利であったにもかかわらず実際にセーフガードが発動された件数はそれほど多くはなかった。セーフガード発動の権利を行使するためには輸入国側が自らに貿易摩擦の原因があることを認めなければならないため、自由貿易を標榜する先進国としてはセーフガードの権利を行使することがためらわれたのである。こうした理由から、GATTの規定上は必ずしも明確に定められていない輸出自主規制のような、保護主義的な政策が横行していくことになる。これはGATT体制見直しの大きな一因となった（#ウルグアイ・ラウンド参照）。

## 紛争解決
GATTは締約国間の紛争解決に関して、締約国は他の締約国に対して紛争に関する協議を要請でいることとし（第22条）、また締約国がGATT上の利益を無効にされた場合、または侵害された場合の救済について定めた（第23条）。これらの規定に基づき紛争当事国間で解決できなかったGATT上の利益に関する国際紛争の処理は、GATT締約国団の検討に付される。第23条によれば、相手国がGATT協定に違反した場合に締約国団に申し立てることができる（違反申立て）だけでなく、相手国の協定に違反しない措置により本来であれば協定上保障されていたはずの利益が無効になっている場合にも申し立てをすることができる（無違反申立て）とされた。この無違反申立ての制度はWTOのもとに設置されたWTO紛争解決機関にも引き継がれていく。GATTの初期においては作業部会によって紛争についての検討がなされ解決案が紛争当事国に提示されたが、後に締約国団はパネルを設置し、このパネルが理事会に紛争解決に関する報告書を提出するようになった。こうしたGATTにおける紛争解決に関する決定を得るためには、締約国団のコンセンサスを得なければならないとされていた。つまり自国にとってパネルの紛争解決が不利なものであれば、その締約国はパネルの決定に反対しパネルによる紛争解決を妨げることが可能となっていたのである。WTO紛争解決機関はこのGATT紛争解決手続きの不備を改善し、全ての締約国が一致して紛争解決に反対しない限り紛争解決手続きを進行させることができると定められた（逆コンセンサス方式）。